# Brinkiepad
Het Brinkiepad is een voet- en fietspad in Amsterdam-Zuidoost.
Bij de inrichting van de wijk Amsterdam-Zuidoost/Bijlmermeer stonden dreven voor afhandeling van snelverkeer en paden voor voetgangers en fietsers. Zowel dreven als paden zijn daarbij soms kilometerslang ter verbinding van de diverse woonwijken. De paden kregen daarbij namen van omliggende wijken. Zo is het Kelbergenpad vernoemd naar de wijk Kelbergen en het Nellesteinpad naar Nellestein. De paden zijn meestal zo oud als de wijken.
Één van de uitzonderingen daarop is het Brinkiepad. Het kreeg pas in september 2014 haar naam en werd daarbij vernoemd naar kinderboerderij 't Brinkie. Het is daarbij voor zover bekend de enige straatnaam in Amsterdam die terugvoert op een kinderboerderij. Het voet- en fietspad begint in het noorden in een groengebied bij een T-kruising aan het Meibergpad, een kilometerslang voet- en fietspad dat van oost naar west door Zuidoost slingert. In de zuidwesthoek van de kruising ligt de kinderboerderij. Vervolgens voert ze naar het zuiden middels de Brinkiebrug onder de Meerkerkdreef door, voert onder een woongebouw door, steekt middels brug 1361 de Passewaaigracht over om tot slot te eindigen op het Puiflijkpad (ook een kilometerslang pad oost-west), waar het op een schoolgebouw stuit.
Het pad is circa 600 meter lang. Het pad kent geen gebouwen met een adres aan het pad en heeft derhalve ook geen postcode. De kinderboerderij is weliswaar aan het pad gevestigd, maar heeft een adres aan de Meerkerkdreef (huisnummer 27). Aan de overzijde van het pad ligt Stadsdeelwerf Zuidoost, eveneens gevestigd aan het pad, maar ook een adres aan de Meerkerkdreef (25). 

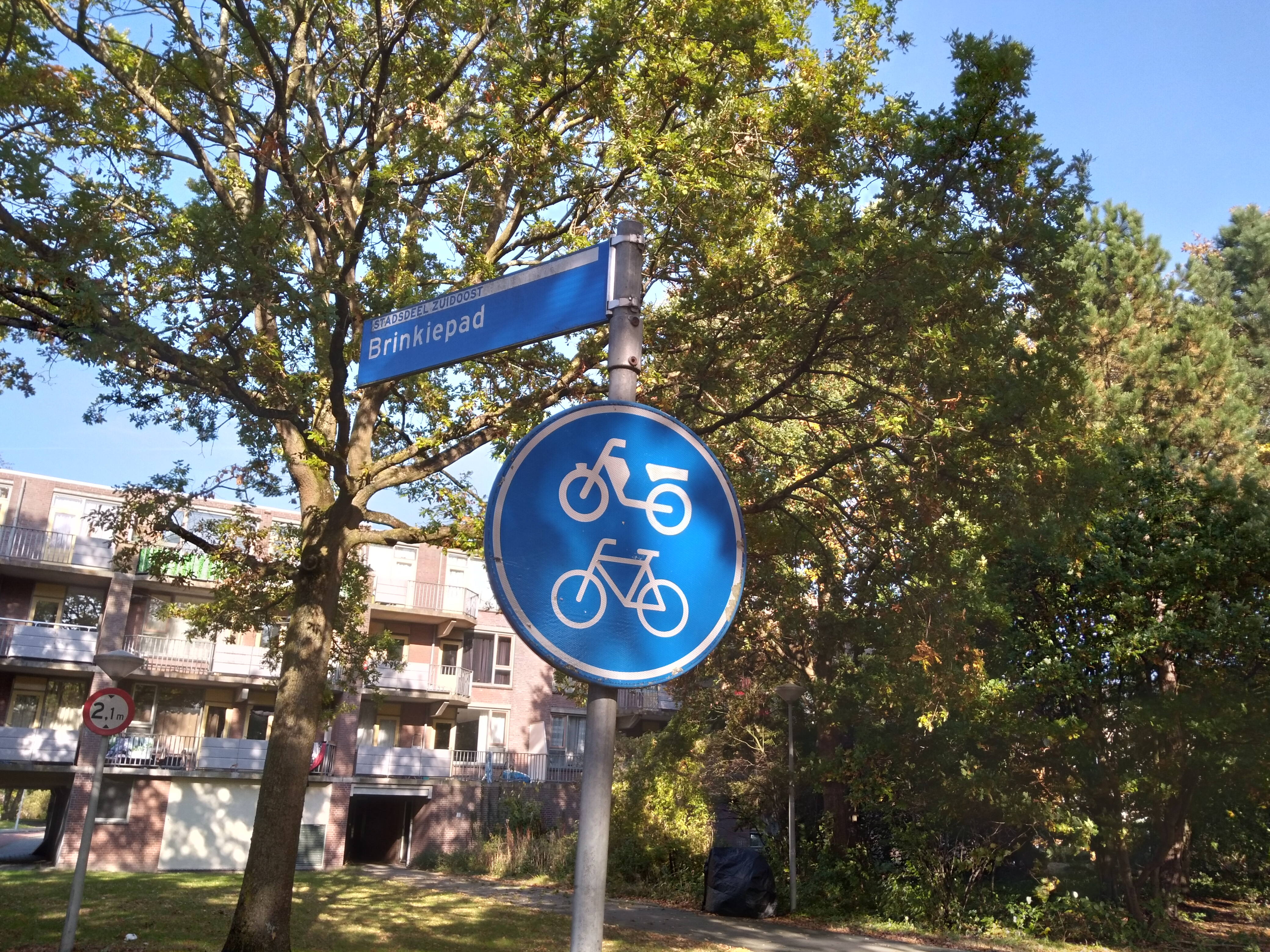
Straatnaambord (oktober 2021)